# 弗吉尼亚殖民地
弗吉尼亚殖民地（英語：Colony of Virginia）是英国在北美大陆上设立的第一个殖民地，也是其在海外建立的第一个殖民地，於1607年由弗吉尼亚公司首建，於1624年经敕许获得英国政府承认，升格为英国皇家殖民地。1776年的《美国独立宣言》签订以后，该殖民地从英国独立，成为了美利坚合众国最初的13个州之一，即今日的弗吉尼亚州。
弗吉尼亚殖民地的范围包含了现在的弗吉尼亚州、西弗吉尼亚州及肯塔基州的全境，以及俄亥俄州、印第安纳州、伊利诺伊州、密歇根州、威斯康辛州的部分地区。又以其面向切萨皮克湾，而与位于切萨皮克湾北面的英属马里兰省一同被称为“切萨皮克殖民地”。

## 殖民初期

### 失落的罗阿诺克殖民地

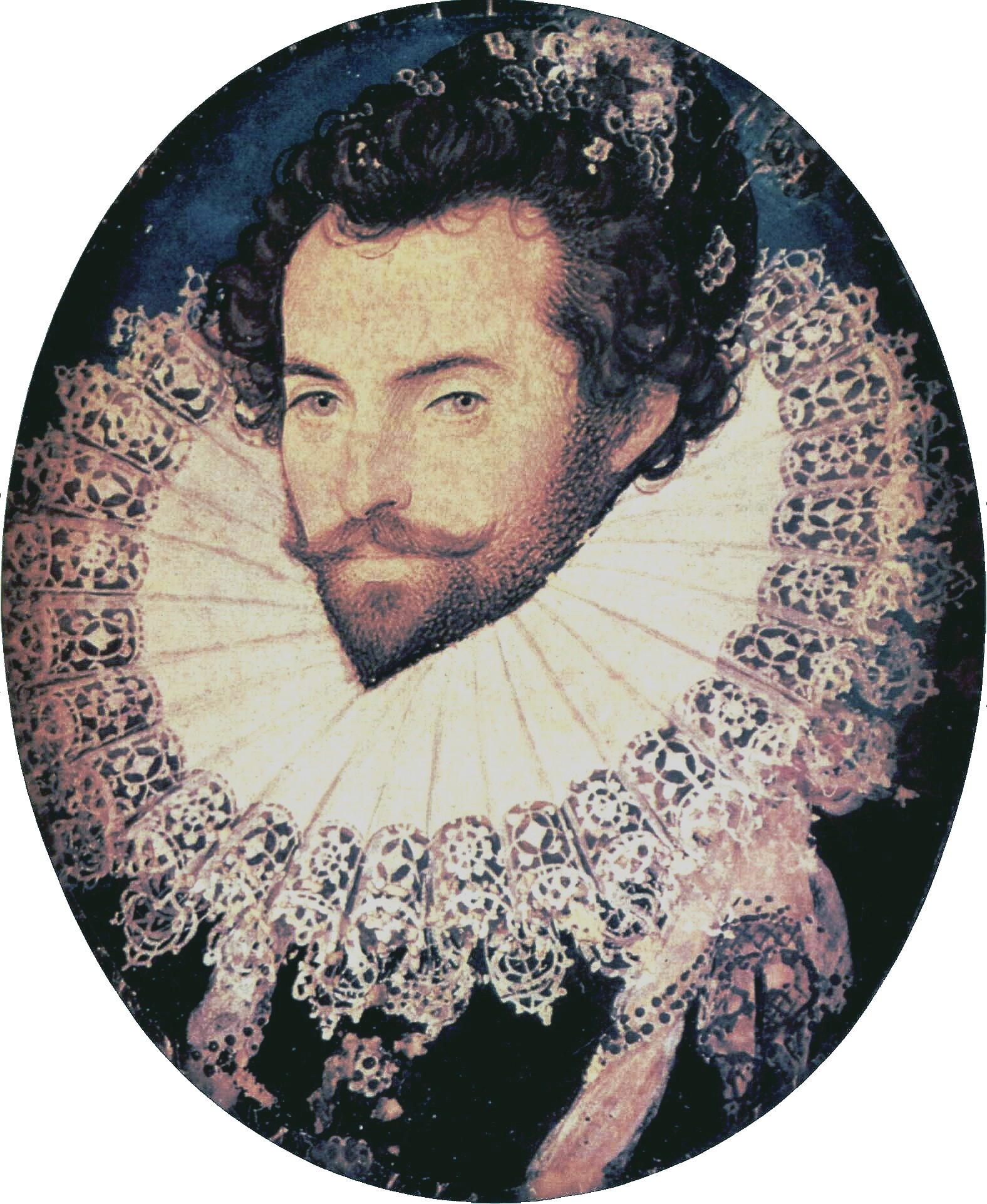
沃尔特·雷利爵士，弗吉尼亚殖民地的创始人

实际上英国在北美大陆的殖民应该追溯到16世纪末。沃尔特·雷利爵士曾在1585年与1587年尝试对北美的罗阿诺克岛进行殖民。雷利早年致力于英国在新大陆的殖民地开拓，1584年在北美洲罗阿诺克岛建立了英国事实上的第一个殖民地，即罗阿诺克殖民地。随即，他将这个殖民地所在的地区命名为“弗吉尼亚”以歌颂当时“把贞操献给国家”的英国女王伊利莎白一世。然而，不久后派往该地的殖民者神秘失踪，殖民地定居点也似乎突然从人间蒸发。
1602年，寻找失踪殖民者的探险队被派往当地，但最终他们一个人也没能找到。罗阿诺克岛殖民的失败导致英国国内普遍对发展殖民事业持谨慎甚至警惕的态度，殖民扩张主义的代表沃尔特·雷利最后也在1618年被詹姆斯一世处死。

### 登陆詹姆斯敦（詹姆斯镇）

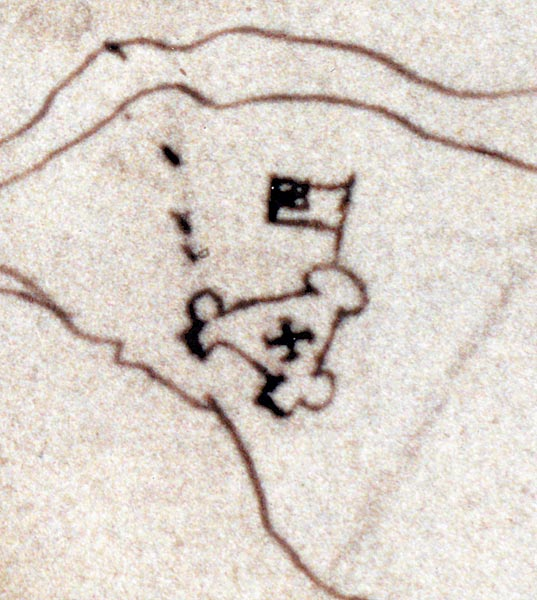
詹姆斯镇的示意图，绘于1608年

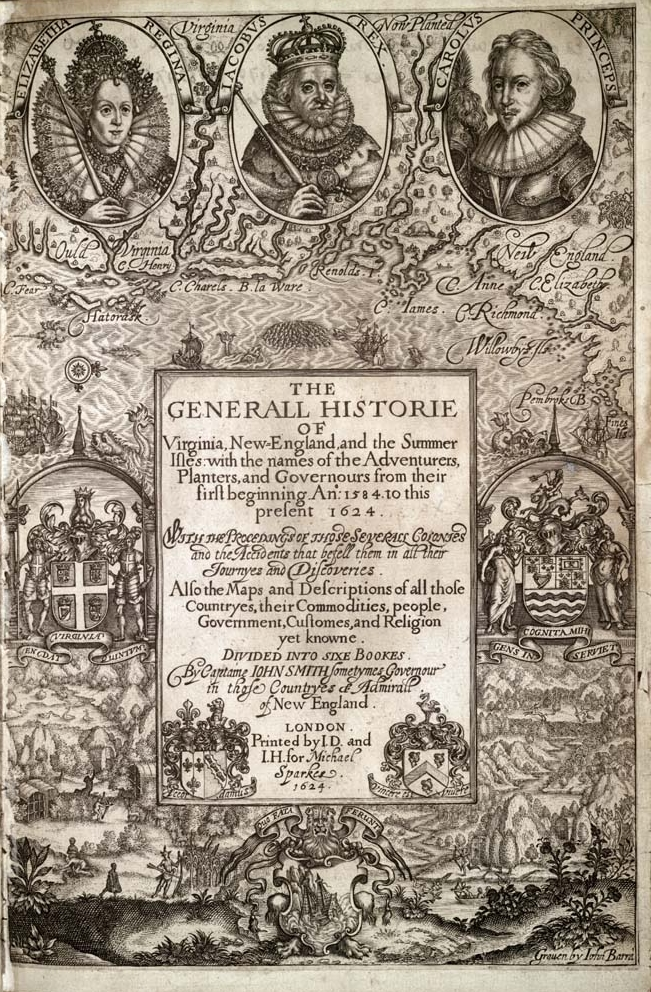
《弗吉尼亚、新英格兰及萨默群岛（今百慕大群岛）简史》，约翰·史密斯所作

1606年，以托马斯·史密斯为首的一批伦敦商人开始向北美殖民。英国国王詹姆斯一世向经营殖民事业公司给予了敕许状，史密斯等人据此成立了弗吉尼亚公司，投资方为普利茅斯公司和伦敦公司。同年12月，第一批殖民者共计105人被送往北美大陆。
伦敦公司雇佣克里斯托弗·纽波特船长率领船队。1606年12月20日，纽波特驾驶旗舰苏珊·康丝坦号，率领成功号（Godspeed）、发现号（Discovery）出航，船上除去105名殖民者，还有39名水手。最终有104名渡航者（1名在途中死亡）乘坐三艘船在翌年4月26日到达了弗吉尼亚的亨利岬角。殖民者们为了找到更适宜的土地溯詹姆斯河而上，于5月13日在距河口水路约48公里的地方登上了美洲大陆。他们在此建立了定居点，为了表达对国王詹姆斯一世的敬意，将这个定居点命名为詹姆斯镇。詹姆斯镇自此成为北美大陆上英国白人最初的永久殖民地。该镇是詹姆斯河围成的一个半岛，可以有效防御原住民印第安人袭击。白人据此通过突然向印第安人发射大炮之类的武力行为轻松地逐出了当地的印第安人。然而，这一带同时也是潮水上涨形成的湿地，饮用水里面都含有较高的盐分，因此疟疾之类的疫病极易发生。
半年以后，由于疟疾和饥荒，殖民者的数量减少到了最初的一半以下。到1608年只剩下了38人。不过当地的波瓦坦族给予殖民者食物和水，及时救助了陷入危机的殖民者。这是因为波瓦坦族是一个实行公有制的部落，其理念是“分享所有的财物”。
殖民承包商、探险家约翰·史密斯致力于鼓励其他殖民者全力开拓，从而掌握了殖民地的实权。当时英国人不但没有找到他们期待的黄金，而且仅仅是因为栽種印第安人赠与的玉米種子，才勉强确保了食物的供应。但是在靠海的盐碱地上栽培玉米也绝非易事，史密斯搭船在周边寻觅，以期待詹姆斯河沿岸的印第安人能和他们交易食物。

### 1609年改革
1609年、英国本国的伦敦弗吉尼亚公司着手改革其运营机构，同时又获得了新的敕许状。由此公司行使权限的地域得到了扩大，更重要的是，在殖民地当地相关事务的決定权被明确交予了公司的理事会。为确保有足够的资金将殖民者送往弗吉尼亚，伦敦弗吉尼亚公司被改组成股份联合公司。即使没有巨大的财富用来入股，只要购买了前往新大陆的船票，就自动被视为公司的股东。倘若某人完全没有资金，只要承诺在殖民地劳动7年，就可以以契约劳工（实际上相当于包身工，但不同于黑奴）的身份前往弗吉尼亚。殖民地的公司股东和契约劳工都会被要求必须劳动，而契约劳工做满7年之后，就成为了自由人。按规定，公司应至少给与每个股东100英亩的土地作为分红，土地的原主人印第安人却不得不为这些分红埋单。
就短期而言，1609年改革在政治方面和经济方面都取得了重大的成效。然而这次改革所带来的包身工制度和土地分配的方式为将来殖民地的奴隶制度、土地兼并甚至是后来的美国内战都埋下了祸根。这一年，弗吉尼亚公司又送出了一批新的殖民者，约有400人到达了詹姆斯镇。不过，迎接新殖民者的境遇是食物的不足和极端的贫困。

### 脱离贫困
1610年夏，就任弗吉尼亚殖民地总督的特拉华男爵三世托马斯·委斯特到达詹姆斯镇。男爵上任以後，即颁布戒严令，强制所有殖民者从事劳动。随后，大规模的房屋建造和玉米栽种使得殖民地的存续成为了可能。但是从殖民地销往英国本国的毛皮和木材并没有好的投资前景，殖民开始的10年后（1616年），除了土地之外公司无法派发任何分红，公司濒临破产的边缘。
最终给弗吉尼亚殖民地带来恩惠的是烟草的种植。早在伊利莎白一世和沃尔特·雷利的时代，烟草就已经是闻名英国的嗜好品。弗吉尼亚商人约翰·罗尔夫发现印第安人栽种的烟草可以带来财富，随即开始在殖民地倡导种植烟草。不过弗吉尼亚土著的烟草有一股恶臭，人们转而栽种原产西印度群岛、风味已经得到人为改良的品种。从此，弗吉尼亚殖民地的生活有了极大的改善。

### 1619年改革
| 年   | 白人人口 |
| ---- | -------- |
| 1607 | 104      |
| 1618 | 1,000    |
| 1622 | 1,275    |
| 1680 | 44,000   |
| 1700 | 58,000   |
| 1720 | 88,000   |
| 1770 | 463,000  |

作为当地烟草栽培的商品化的开端，1614年弗吉尼亚殖民地向英国本土输送了4桶烟草。。短短6年后，烟草的输出量就达到了27吨。认识到烟草所带来的巨大利益后，殖民者开始竞相栽种烟草。烟草栽培的成功使弗吉尼亚公司开始重新审视成功经营殖民地的机会。1619年，弗吉尼亚殖民地开始实施大规模的改革。
土地的共同经营首先被彻底废止，私有的土地所有制得到正式承认。以前规定持有股东权利的自由民每人可以领到100英亩的土地，但改革后规定新的自费移民每人只能得到50英亩的土地所有权。不过，如果带仆从前往新大陆，凭仆从人数可以额外获得仆从数乘以50英亩的土地。根据这项改革，越有资金的人、仆从越多的人，得到的土地即潜在的收益就越多。同时，公司可以付出更少的土地，从而腾出更多的土地用来征收地租谋利。这样的土地私有制度在弗吉尼亚公司倒闭之后仍长期存在，并成为了大地主种植业大行其道的土壤。但至少就当时而言，这项改革还是巩固了殖民地的基础。
公司方面保障殖民者拥有与英国本国国民同等的自由。居民可以可以召开居民代表会议、公开发表意见。1619年詹姆斯镇举办了第一届市民议会，这也是北美土地上成立的第一个议会。
人口按种植园经济的需要和分类分布，主要集中在四个地区：查理斯城、伊利莎白城、恩里克城、詹姆斯城；这四个城市均在沿詹姆斯河扩大规模，导致用来运输的水路变得相当紧张。
为了经济发展,殖民者也尝试了烟草以外的经济作物。但殖民者们大多还是愿意栽培种植容易效益好的烟草，开发多种农产品的目标终究没有达成。尽管如此，殖民地的人口还是得到了发展。1618年4月仅仅400人的弗吉尼亚殖民地人口，同年末就飙升至1000人。殖民者多是20岁左右的单身，以契约劳工的身份移民而来，1618年至1622年增加的移民3570人大半都是契约劳工。初期的契约劳工中男性占压倒性的多数，男女比例高达6:1。契约劳工本应该在7年契约到期之后获得自由和分配的农具、衣物，然而弗吉尼亚殖民地初期苛酷的条件下很多人都没能在瘟疫、饥饿以及主人的虐待中生存下来。1618年至1622年前来的殖民者四分之三的人在一年内就死去了。

## 与原住民的关系
尽管初期的弗吉尼亚的殖民者从印第安人处学来了玉米的栽培方法，他们仍然不能摆脱饥饿。领导者詹姆斯·史密斯对殖民者进行军事训练，建成了足以迫使周边印第安人交出食物的武装力量。烟草生长需要大量的营养，种植烟草会让土地很快变贫瘠。要提高烟草的产量，就必须夺取新的土地。因此，扩张主义很快便在弗吉尼亚生根发芽。然而印第安人的观念是，土地是所有居民的共有财产，可以让渡的仅仅是土地在某一时间段的使用权。基于这样的观念冲突，殖民者与印第安人的冲突是不可避免的。
印第安人生性好战，原本就认为战争是展示勇敢的仪式；由于与殖民者在土地问题上有激烈冲突，对殖民者的战意相当强烈。而作为冲突的另一方，殖民者因为文化和宗教的缘故也非常敌视印第安人，所以双方的攻击往往相当惨烈。

### 白人对印第安人的误解
弗吉尼亚公司的殖民地第一次登上詹姆斯镇的河岸时，在今天弗吉尼亚东南部的潮水地区居住着将近2万人的印第安人。当地的主要原住民族是波瓦坦族，周围的阿尔冈昆语族系群与波瓦坦族共同组成了一个松散的联合国家“波瓦坦联盟”。
约翰·史密斯等白人殖民者（印第安人眼中的侵略者）把波瓦坦族的酋長想象成“波瓦坦联盟支配一切的指导者”。向大英帝国本部报告时，史密斯把波瓦坦联盟说成“帝国”，把波瓦坦酋长说成“皇帝”。英国人误以为波瓦坦酋长就是各部族的领袖，此后殖民者在推进其侵略行为时，出于“酋长一屈服就能让所有的印第安人俯首称臣”的考量，对酋长进行了一系列怀柔、交涉和胁迫。
其实北美的印第安社会大多实行合议制，酋长充其量也只是合议中的一个“调停者”而不是独裁政治的首长。波瓦坦联盟所有的政治决定都是在被称为“长屋”（英： Long House）的会场内通过众部落围绕篝火合议作出的，以某位“皇帝”或者“领袖”为中心的中央集权制并不存在。
詹姆斯镇的殖民者最初重视与印第安人的友好关系，约翰·史密斯成为领导者之后，认为如果不摆出强硬姿态就不能在交涉中占据有利位置，因此使用枪炮来对原住民进行威压。殖民者要求“皇帝”波瓦坦酋长执行他们对印第安人所有的要求，作为部族会议的一个调停者，酋长认为英国人的要求实在是不可理喻。印第安人的社会是一个森罗万象全部共有的平等社会，他们认为谁都可以利用土地，但谁都不能独占土地。酋长怜悯英国人啼饥号寒，将一些土地暂时交给殖民者耕种，侵略者们直接就当作“永久出让土地”而心安理得地独占了这些土地。
互相不能理解对方思维方式的白人殖民者与波瓦坦联盟的关系开始逐渐恶化，最终发生了多次战争。

### 第一次盎格鲁-波瓦坦战争（1610年-1614年）
1609年，殖民者与原住民的对立终于发展成了战争。约翰·史密斯以武力胁迫各个酋长引发了一系列掠夺和屠杀。史密斯在此事件中负伤，同年12月被迫归国。第二年，弗吉尼亚总督特拉华男爵三世托马斯·委斯特到任。紧接着总督着手备战，开始推进焦土政策：侵入波瓦坦的村庄，燃烧房屋，掠夺食物，放火焚毁印第安人种烟草的旱田。
波瓦坦酋长虽然不满殖民地的暴力扩张，但对印第安人来说维持金属制品的供应同样是重要的考量。考虑到联盟的利益，作为调停者的酋长一直在等待恢复友好关系的机会。最后酋长的女儿宝嘉康蒂创造了这个机会。

### 绑架宝嘉康蒂

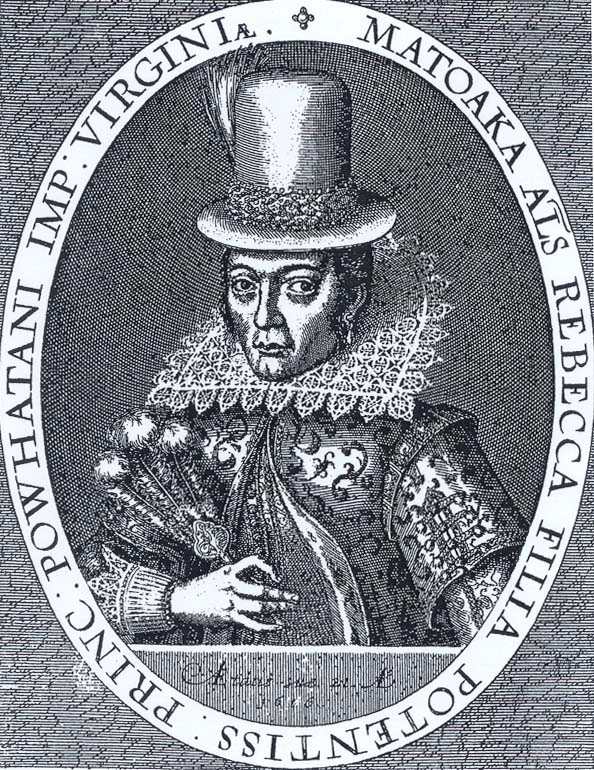
1616年制作的宝嘉康蒂版画，是其在世时遗留的唯一一幅肖像。

1612年，宝嘉康蒂在访问波托马克族的时候，被英国船诱拐监禁。英国人方面以她为人质，要求印第安人释放英国俘虏、交还从英国人夺取的武器、以大量玉米支付赎金。波瓦坦方面考虑答复的几个月间，宝嘉康蒂被殖民地的牧师教授了英语，并接受了洗礼。
1614年，作为释放宝嘉康蒂的最后条件，她接受了约翰·罗尔夫的求婚，并改名丽贝卡·罗尔夫。结婚仪式上没有任何女方的亲族出席，但作为对结婚的承认，波瓦坦族向两人赠送了礼仪用的鹿革衣服表示祝福。以此为契机，殖民者与波瓦坦联盟恢复了和平。
1616年,宝嘉康蒂与罗尔夫一同被带去英国，受到了詹姆斯一世及其廷臣的谒见。她被官方介绍为「印第安公主」，随即在英国引起轰动。这也成就了美洲新世界最初的“国际名人”。弗吉尼亚殖民地获得更多投资与国王的关注的策略由此获得了大成功。印第安社会根本不存在任何“王族”，将宝嘉康蒂宣传为“公主”完全是一场别有用心的政治表演。当然，这也迎合了英国白人认为波瓦坦是一个野蛮的帝国的观念。
就在这时，生长在印第安土地的宝嘉康蒂被伦敦污浊的空气侵入了肺部。罗尔夫为了她的康复与她一同回到弗吉尼亚，尽管如此，病状还是急速恶化。宝嘉康蒂于1617年3月死去，死因众说纷纭，有天花、肺炎、肺结核等说法。
得知宝嘉康蒂死讯的波瓦坦酋长一病不起，在1618年死去。调停者由其弟继任。尽管酋长的弟弟曾经被史密斯用一把左轮手枪劫持（要价为20吨玉米），担任酋长后仍然对白人殖民者相当宽大。他认可殖民者在非波瓦坦族居住地区定居，还支持白人对印第安人传播基督教。当然酋长并不是地区的支配者，这仅仅是他个人的好意。

### 第二次盎格鲁-波瓦坦战争（1622年-1632年）

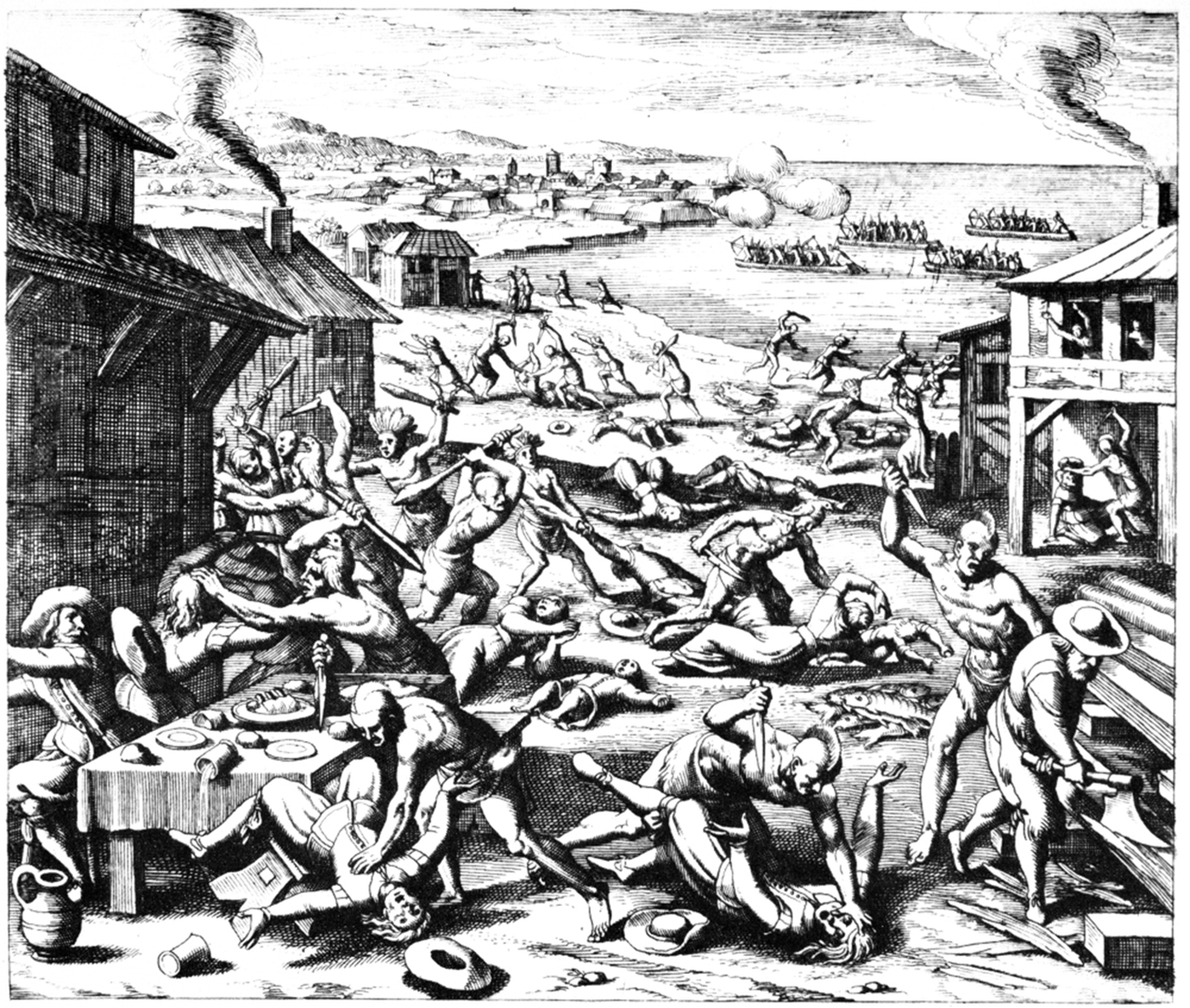
詹姆斯顿大屠杀（1622年）

1621年，一名被殖民者称为“翅膀的杰克”的波瓦坦战士杀死了数目不详的殖民者,针对印第安人的射杀事件随即发生。次年春，酋长的谋士也被英国人杀害。以此为导火索，脆弱的和平很快被打破，波瓦坦族决定对殖民地发动全面攻击。1622年3月、波瓦坦联盟奇袭詹姆斯镇，弗吉尼亚殖民地殖民者人口的三分之一（约347人）被杀害。侵略者一方认为波瓦坦联盟已经与之宣战，因而团结起来，同时他们也得到了弗吉尼亚公司的支持。侵略者们宣称“酋长指挥了这次屠杀”，但波瓦坦联盟并无单一的统治者，因此这种说法十分可疑。

### 第三次盎格鲁-波瓦坦战争（1644年-1646年）
1644年，面对不断抵抗的印第安部族，弗吉尼亚殖民地的侵略者决定彻底清洗当地的印第安人。随后他们在战斗中取得了压倒性的胜利，潮水地区的印第安人陷入了全灭的状态。和平的印第安村落也被白人抢劫、强奸、屠杀，最后全部付之一炬。印第安的酋长被安上“军事指导者”的罪名处死，家人全部卖到中美洲做奴隶。
1646年在白人的武力胁迫下缔结了和平条约，英国人夺得了广大的殖民地领土。根据此合约，印第安人被逐出家园，约克河以北的土地也被强行夺取。

### 培根起义
由于弗吉尼亚殖民地烟草生产的扩张，白人的人口迅速增加，印第安人的生存受到严重威胁。经过三次战争，殖民者从印第安人手中夺取了大量的土地。1670年代初，白人的自由农民，特别是期满被解放的原契约劳工，为了廉价得到边境的土地，要求把这一地区的印第安人全部消灭。
1675年，殖民地西部的农民要求时任总督威廉·伯克利派遣军队报复印第安人杀戮白人之仇。但总督提倡绥靖政策，宣称印第安的良民与白人同为国王的臣下，应该得到一致的保护。他的算盘是，征讨印第安人无疑会增加开支，然而作为替代建设要塞反而可以带来可观的税收。这种情况下弗吉尼亚议员纳撒尼尔·培根招募义兵，请示伯克利正式任命他为讨伐印第安人的统帅。伯克利公开拒绝之后，培根一怒之下带领义兵自行前往讨伐印第安人。于是和平的印第安人再次横遭灾祸。
总督知道此事以后，虽然一度摆出和解的姿态，最后双方还是以决裂告终。培根在1676年以新当选议员身份带着40名武装人员到詹姆斯镇参加代表会议。参加会议的代表多数是培根的支持者，他们通过了打击印第安人和权贵阶级的《六月法令》(英：law of June)。培根本人更是发表了“人民宣言”，鼓吹一举荡平印第安人与为富不仁的统治阶级。该年9月19日，培根第二次占领詹姆斯镇，为防止逃亡在外的伯克利卷土重来，次日天黑，培根放火烧毁了该城。然而10月26日，培根猝死，其军队群龙无首，遂一哄而散。
伯克利重新执政后，酷刑处死了培根起义的首领21人，所以起义并未对殖民地的社会产生变革。然而此时，社会底层的不满已经彻底表面化。这次叛乱也使庄园主阶级决心引入黑奴以代替白人契约劳工。

### 法印战争时期
夺取了更多殖民地领土之后，1754年，英国和法国为争夺俄亥俄河流域开始相互用兵。为展示阻止法国势力扩张的姿态，乔治·华盛顿于当年春夏之际受弗吉尼亚殖民地政府之命指挥士兵击败了处于优势的法军。英法两阵营自易洛魁联盟开始利用各个印第安部落进行代理人战争。尽管如此，法印战争仍然给英国带来了高额的战争费用，当英国政府试图将其转嫁给北美殖民地人民时，直接的结果就是独立思想深入人心。

## 皇家殖民地时期

### 成为皇家殖民地
尽管弗吉尼亚殖民地受惠于烟草种植，其社会仍然无法达到安定的状态，也不能产生当初弗吉尼亚公司及其股东所期待的利益。并且，殖民地与印第安原住民的关系持续恶化，早已形成全面对立的局面。这种状况下，国王詹姆斯一世在1624年废除了弗吉尼亚公司的敕许状，弗吉尼亚殖民地升格为皇家殖民地。
这时弗吉尼亚殖民地的人口为1275人。尽管当初弗吉尼亚公司所经营的殖民事业可谓完全失败，契约劳工的使用、土地的分配方式、议会的召集等等艰苦创业期所采用的制度已经生根发芽。有了这些初期的基础，苦难中奋力求生的殖民者开始萌生自立的倾向。
改為皇家殖民地後，維珍尼亞州由国王任命总督和殖民地上议院议员，原殖民地的代议机构实际上被废止，新大陆最初的宪政主义受到了严重挫折。。殖民地的居民代表仍每年坚持召开自主的议会（又称弗吉尼亚下议院），以确保立宪主义的实行。1634年议会决定在殖民地采用郡县制（英国的“郡”与美国的“县”英文皆为county，以下统称为“县”），由此弗吉尼亚殖民地被划分为8个县，各县均设置法庭、法官，其他几个殖民地随后也开始采用这一制度。
1639年英王查理一世正式承认了殖民地下议院的合法地位，直到其在1774年被英国政府强行解散。

### 奴隶制社会的形成

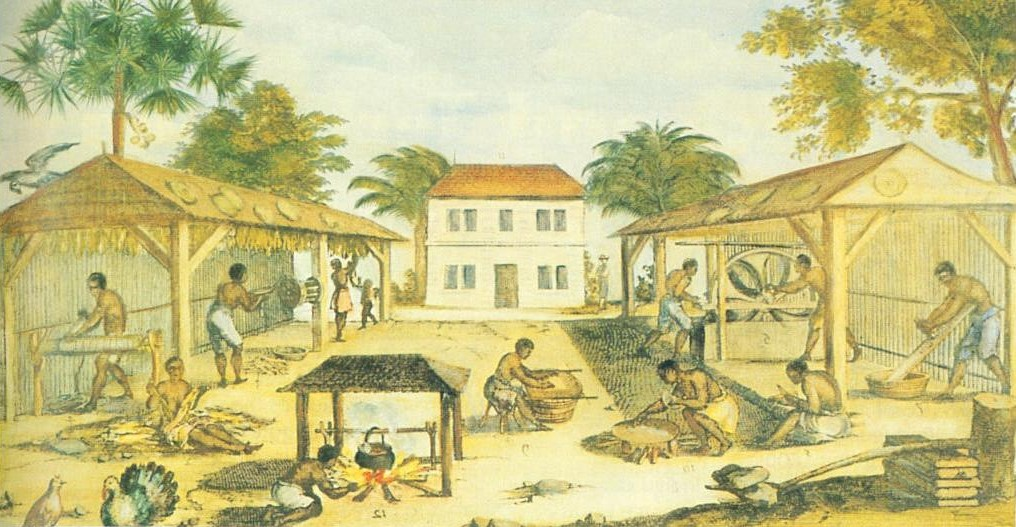
从事烟草生产的黑人奴隶（1670年）

北美大陆黑人的苦难史始于1619年荷兰商人将黑奴贩卖到弗吉尼亚。不过在此后的半个世纪，奴隶劳动并未占据重要地位，相关法律也不健全。黑奴只是单纯被当作无期限的契约劳工，种植园的主要劳动力仍然是普通的白人契约劳工。1680年弗吉尼亚殖民地总人口44000人中有11000人是契约劳工，而黑人只占不到3000人。
随着弗吉尼亚殖民地黑奴输入的增加，1680年代开始奴隶人口开始显著上升。1720年黑奴人口达到13000人，而当年总人口也不过66000人。自此弗吉尼亚殖民地劳动力的供给完全被黑人奴隶代替，培根起义更让掌握权力的大庄园主认为依靠奴隶劳动才能确保社会安定。
与此同时，南方各殖民地也在加紧制定奴隶相关的法律，以确立有法可依的奴隶制度。弗吉尼亚殖民地1657年规定黑人契约劳工“即使在追加的契约期内受到损害仍无权要求赔偿”，其实这只是确认从1640年代开始的惯例。1661年进一步明文规定，黑人女性所生的后代不管其父为何种身份都将自动成为奴隶。1667年甚至规定奴隶即使受过洗礼也不能成为自由人。
此后关于奴隶的法规更是逐一出台，1705年集过去惯例之大成的奴隶法正式颁布，宣告了弗吉尼亚殖民地奴隶制社会的形成。奴隶相关的法律不仅规定了奴隶的身份，还明确了奴隶的管理体制。1723年开始禁止奴隶除劳动与礼拜之外的一切集会，并规定奴隶逃跑者重罚、谋反者死罪。

### 经济的发展

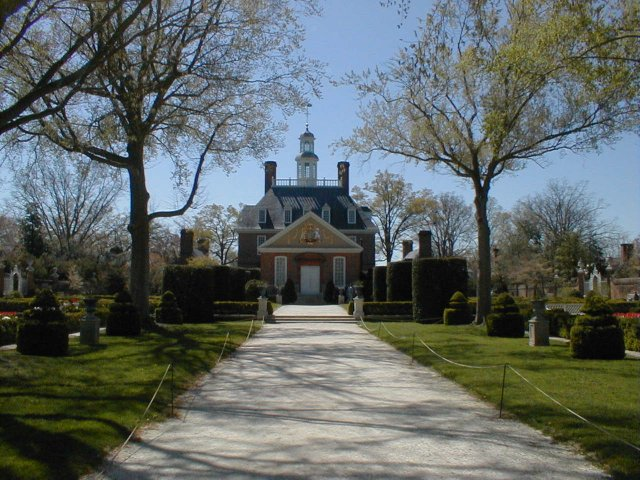
曾作为殖民地首府的威廉斯堡

总地来说，成为皇家殖民地之后弗吉尼亚殖民地还是获得了较大程度的自治权力，从而进入了一个相对和平稳定的时代。烟草产量得到了飞跃式的增加，船只能到达的河流沿岸土地大多开辟成了种植园。
鉴于殖民地首府詹姆斯镇频繁发生疟疾，1699年殖民地政府迁移到了詹姆斯镇近郊的威廉斯堡。
在18世纪，弗吉尼亚殖民地白人农民的数量逐渐增加，黑奴人口不再超过半数。拥有广大领域的弗吉尼亚殖民地开始向詹姆斯镇以西的地域发展，殖民地时代末期的弗吉尼亚是北美大陆殖民地中总人口以及白人人口最多的殖民地。
烟草受海外市场价格波动影响太大，种植园开始把作物生产的多样化放到重点。潮水地区多数的中小农民及西部大多的白人农民就主要生产小麦。结果是小麦和小麦粉成为了仅次于烟草的输出商品。
然而，以北美殖民地中最多的人口为傲的弗吉尼亚殖民地，在独立前夕的1770年还没有一座像样的都市。首府威廉斯堡只是2000人程度的街市，其最大的贸易都市诺福克也只有6000余居民。弗吉尼亚地形多海湾河川，难以形成运输物资的船只可以集中的都市。不过这也使从事出口贸易的商人阶级得到了成长。诺福克就住着一批来自苏格兰的苏格兰商人代理人。

### 殖民地的政治体制

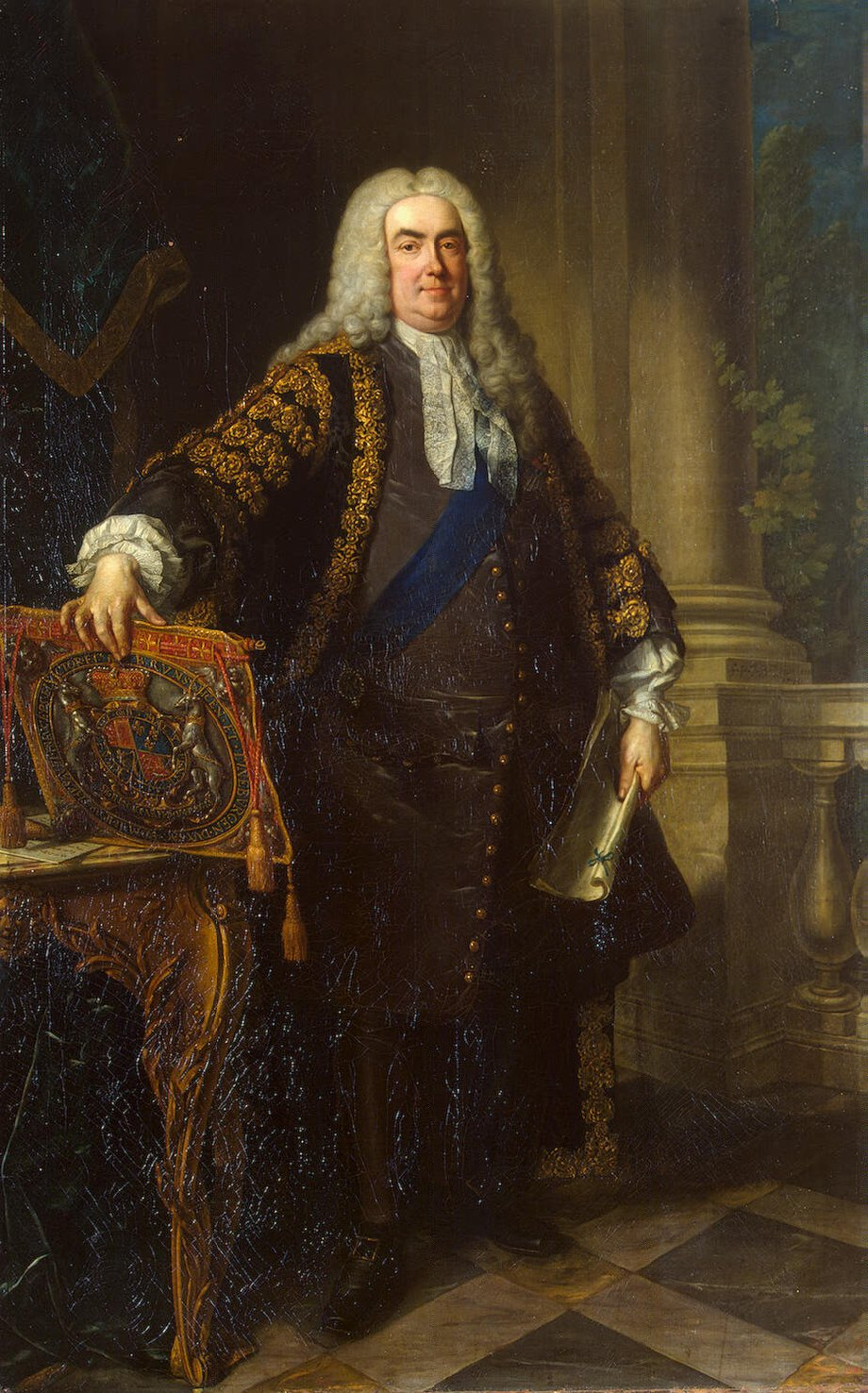
对弗吉尼亚殖民地采取宽容政策的英国首相罗伯特·沃波尔

英国的管制破坏了殖民地原有的民主政治，弗吉尼亚殖民地的总督由英國君主任命。政治结构是由总督、上议院、下议院三者构成的。总督通常由英国本土人士担任。
上议院是总督的咨询机关，主要的职能是辅佐总督施政，同时与总督一起执行上诉法院的机能。不过司法的相对独立是必要的，因此另设有由专门的法官构成的殖民地最高法院。上议院议员也由国王任命，其中既有从英国本土直接派来的，也有从殖民地内的豪门望族中挑选的。上议院是殖民地上层社会中最具贵族气息的一部分，议员没有任期限制，因而也就缺乏变化。
作为有变化的一部分，18世纪殖民地发展中兴起的多数上层阶级成员可由当地民选组成殖民地议会下院。一般北美大陆的殖民地下议院都被称作“殖民地议会”（英：Colonial Assembly），但是弗吉尼亚殖民地的下议院则仍然被称为“市民议会”（英：House of Burgess）。18世纪弗吉尼亚下议院开始逐渐扩大其权力。下议院不仅得到了课税的许可权，还可以提出关于财政支出的立法，甚至可以任命殖民地征税和管理支出的官员。这样的权力扩张实际上得益于当时英国首任首相罗伯特·沃波尔实行的“有益的怠慢”（英：Beneficial Negligence）政策。
弗吉尼亚殖民地的下议院议员选举制度与英国大同小异，只有财产达到一定数额的成年男性才能参与政治。想要获得选举权与被选举权，至少要拥有50英亩闲置土地、25英亩正在使用的土地加上至少12平方英尺的住所（在这片土地内）、还要在市区内有一套同样大于12平方英尺的一居室。这样苛刻的条件将底层社会完全排除在权力架构之外，殖民地的所谓“议会民主”仍然是少数人的特权。

### 教育

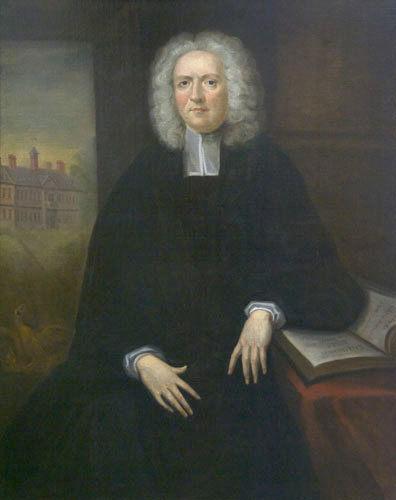
詹姆斯·布莱尔，威廉与玛丽学院的创建者和终身校长

到18世纪后半叶，弗吉尼亚殖民地的上层阶级的男性已经普遍具有较高的学识，古典的礼仪教养与近代思想家、法律学者的著作都能一定程度地通晓。初等教育一般在新教的教区学校接受，专职家教也很普遍。
1693年苏格兰出身的教士詹姆斯·布莱尔得到英国国王的敕许，创立了美国历史第二悠久的大学威廉与玛丽学院。威廉与玛丽学院位于威廉斯堡，托马斯·杰斐逊与詹姆斯·门罗等后来美国历史的重要人物都是由这所大学培养的。

## 独立战争

### 印花税法案

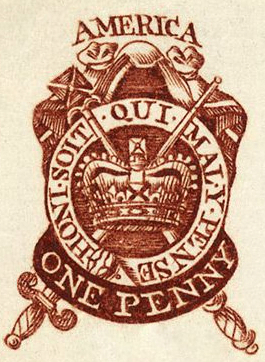
1750年的一便士北美印花税票

1764年至1765年，英国本部的乔治·格伦维尔内阁炮制了砂糖法与印花稅法等向殖民地额外征税的法案。北美各殖民地随即表示强烈抗议，弗吉尼亚殖民地议会喊出了“无代表，不纳税”的口号。英国商人则更加反对印花税法案。1766年，继任的罗金汉侯爵内阁成立后，认为印花税法案的实际上不可能实施，于是在同年3月撤消了该法案。不过就在同时，英国议会确认了自身的立法权对殖民地拥有全部约束力。

### 汤森德税法
1766年7月，英国老威廉·皮特内阁成立，财政大臣查尔斯·汤森德提出对新殖民地的玻璃、涂料、纸、茶等对象征收关税。1767年6月，该提案被制定为法律，各殖民地均发生大规模抗议事件。以英属马萨诸塞湾省下议院的激进派议员塞缪尔·亚当斯为首，各殖民地的议会均作出了反对决议。弗吉尼亚殖民地下议院支持亚当斯的呼声很高，也通过决议反对汤森德税法。

### 第一次大陆会议

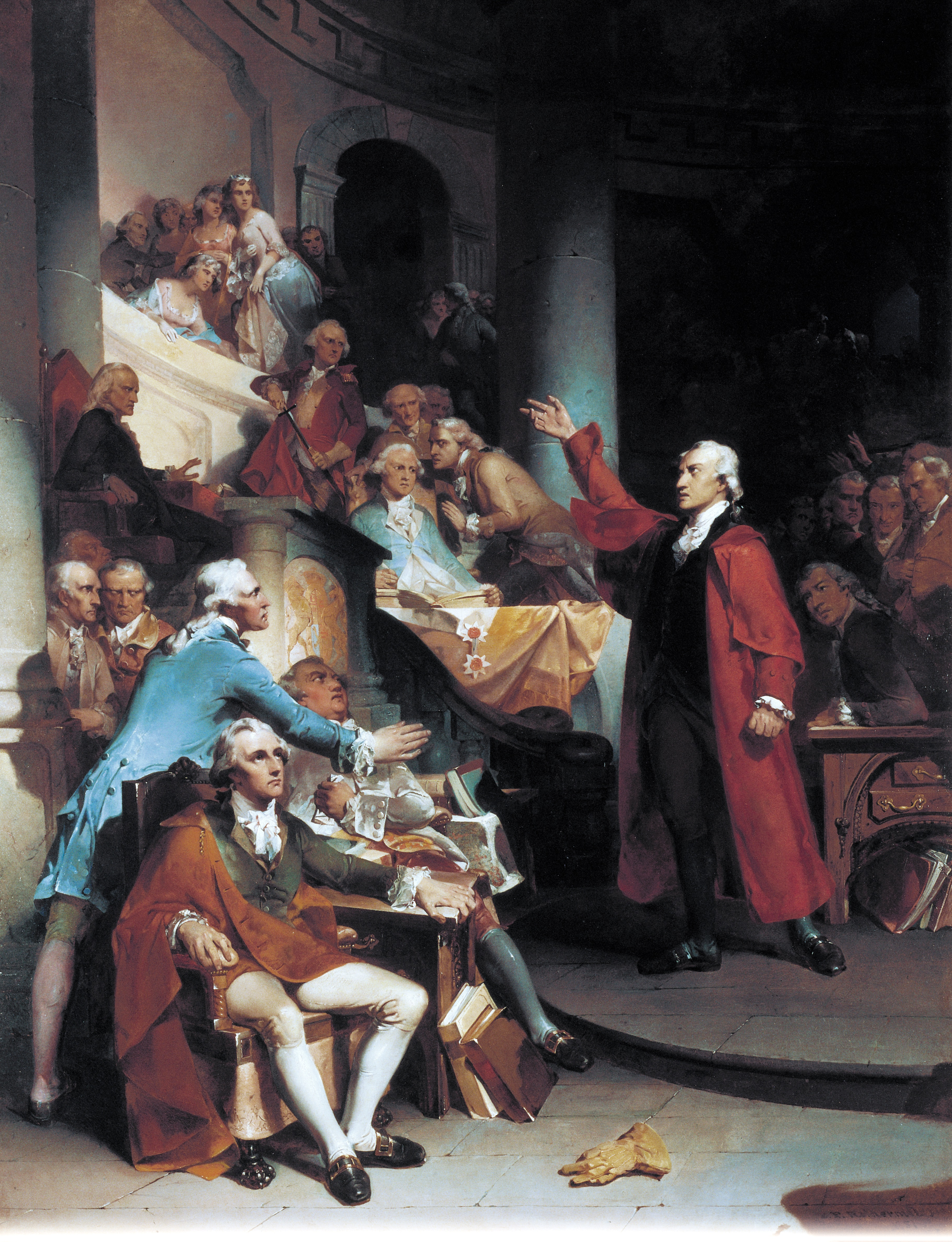
1851年油画：帕特里克·亨利在弗吉尼亚下议院发表演说

1769年5月，弗吉尼亚殖民地议会被诺伯恩·伯克利（英：Norborne Berkeley）总督强行解散，威廉斯堡的革命者组成了革命委员会，准备推翻英国的殖民统治。为了团结起来对抗英国的政策，北美各殖民地的代表召开了大陆会议。除佐治亚以外，所有北美殖民地均派代表参加了1774年9月至10月费城的第一次大陆会议。弗吉尼亚殖民地派出了理查德·布兰德、本杰明·哈里森（五世）、帕特里克·亨利、理查德·亨利·李、埃德蒙·彭德尔顿、佩顿·伦道夫、乔治·华盛顿等七个代表与会。

### 独立战争的开始
弗吉尼亚殖民地位于十三个殖民地的中心，同时也是其中人口最多的一个，于是便有了各州抵抗运动的领导者非其莫属的自我定位。弗吉尼亚殖民地的白人社会在有力的领导层之下在整个独立战争中一直保持着政治的团结和稳定。
弗吉尼亚的激进派势力非常强大，也是北美大陆早期抗议运动的中心。1775年3月，帕特里克·亨利在弗吉尼亚里士满发表了著名的《不自由，毋宁死》的演讲。当年4月19日、波士顿爆发列克星敦和康科德战役，美国独立战争开战。以总督为中心的原有殖民地政府机能停止工作，弗吉尼亚末代总督乔治·穆雷于6月逃往英国军舰寻求避难。随即，殖民地议会命时任殖民地公安委员会委员长的埃德蒙·彭德尔顿代替总督行使职权。

### 第二次大陆会议
1775年5月，在费城召开了第二届大陆会议，决定将战争范围扩大到整个北美殖民地。同时，大陆会议成为指挥独立战争的常设机关，开始行使事实上联邦政府的职权。1775年6月，弗吉尼亚出身的乔治·华盛顿被任命为大陆军总司令官，华盛顿自7月起开始指挥军队与英军作战。
大陆会议采用了弗吉尼亚代表托马斯·杰斐逊与约翰·迪金森起草的《关于拿起武器的原因和必要的宣言》（英：Declaration of the Causes and Necessity of Taking up Arms）。

### 大桥之战
1775年12月，本在英军军舰上避难的弗吉尼亚末代总督乔治·穆雷率军回到了弗吉尼亚，以诺福克为根据地向大陆军发动攻势。穆雷发布公告称将给予向自己提供帮助的奴隶自由。这个布告强烈刺激了弗吉尼亚的革命当局，使他们恐慌之余加紧了对英军的进攻。

### 独立宣言
1777年4月，大陆会议决定开放各殖民地与除英国以外所有国家的贸易。此时有些殖民地当局已经发出训令赞成大陆会议关于独立的动议。
作为所有殖民地的先驱，弗吉尼亚议会在1776年5月15日宣告脱离英国独立。同时议会还让大陆会议的弗吉尼亚代表理查德·亨利·李在大陆会议上代表其敦促各州尽快决定独立、形成独立的联邦、并积极寻找外国盟友。大陆会议随后任命包括托马斯·杰斐逊在内的五人委员委员会负责起草独立宣言。
另外，弗吉尼亚议会通过了乔治·梅森起草的《弗吉尼亚人权宣言》，这部宣言同时被写进新的《弗吉尼亚宪章》内。1776年7月2日，大陆会议通过了独立的决议，并于7月4日通过《美国独立宣言》。自此，原来的英属弗吉尼亚殖民地正式成为了新生的美利坚合众国的一部分。

## 脚注
1. ↑  .   [2017-08-14]. （原始内容存档于2016-03-04）.
2. 1 2  世界の歴史21, p18
3. ↑  . Nps.gov. August 18, 1989  [September 10, 2012]. （原始内容存档于2012-03-01）.
4. 1 2 3  世界の歴史21, p19
5. 1 2  世界の歴史21, p20
6. 1 2 3 4 5 6  世界の歴史21, p22
7. ↑  世界の歴史21, p17
8. ↑  世界の歴史21, p21

## 相关项目
- 殖民主义
- 奴隶
- 焦土政策
- 大屠杀
- 白人至上主义
- 种族清洗
- 宣传